# Katja Thater
Katja Thater (Hamburg, 14 juli 1966) is een professionele pokerspeler uit Duitsland. Ze is getrouwd met Jan von Halle, eveneens een professionele pokerspeler. Zij speelt online onder de naam 'KatjaThater'.
Thater won haar eerste World Series of Poker bracelet in 2007 in het $1,500 Razz-evenement. Ze won tot en met juni 2014 meer dan $425.000,- in live pokertoernooien.

## World Series of Poker bracelets
| Jaar | Toernooi                    | Prijs      |
| ---- | --------------------------- | ---------- |
| 2007 | $1.500,- Razz Evenement #29 | $132.653,- |